# Infiniti Q60
La Infiniti Q60 è una vettura sportiva, disponibile sia come coupé che cabriolet, prodotta fino al 2023 dalla casa automobilistica giapponese Infiniti, successore della Infiniti G37 coupé e convertibile. 
La denominazione è stata introdotta nel 2014 per la versione denominata V36 e dal 2016 viene prodotta la seconda generazione chiamata V37.

## Infiniti Q60 V37 (2016-2022)

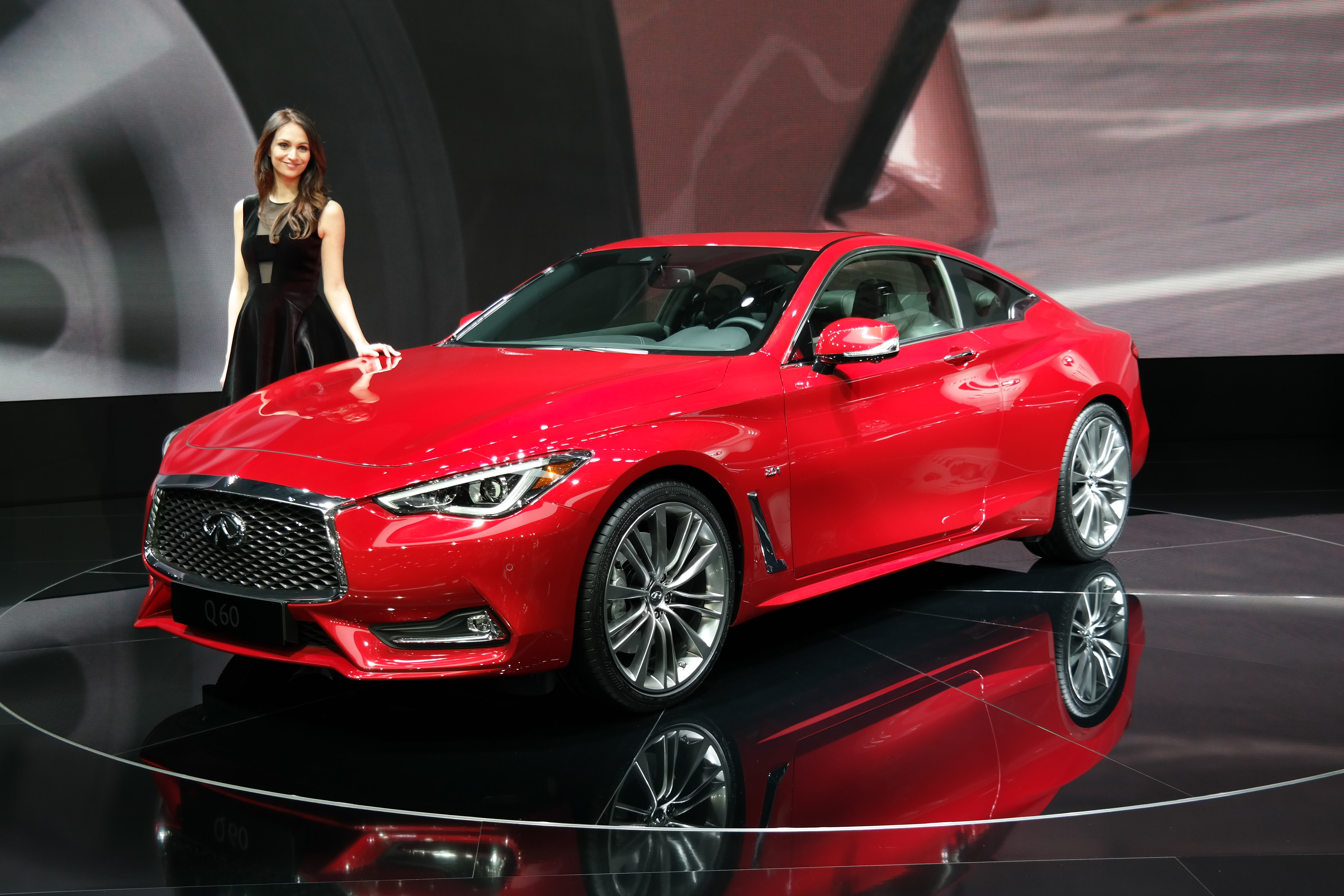
Infiniti Q60 al Salone di Ginevra 2016

La Infiniti Q60 è una coupé di classe media che è stata costruita sulla base della Infiniti Q50; è stata anticipata dall'omonimo prototipo al Salone di Detroit nel mese di gennaio del 2015, dotata di un motore da 404 kW (550 CV). Un anno dopo, Infiniti ha mostrato sempre a Detroit la versione definitiva e di serie della Q60.
Di serie ha cerchi da 19 pollici e un cambio a 7 marce automatico. Inoltre la due porte giapponese è dotata del sistema "In Touch System", con cui il proprietario del veicolo può sempre visualizzare i vari parametri della vettura come la posizione del veicolo, il livello dell'olio o la pressione degli pneumatici tramite una apposita applicazione.

### Motori
I motori disponibili sono un 2.0 litri a benzina 4 cilindri in linea con 155 kW (211 CV) di origine Mercedes-Benz e un motore a benzina V6 da 3,0 litri con una potenza di 298 kW (405 CV). Entrambi i motori sono disponibili anche sulla Q50.